# St Margaret of Scotland Chapel

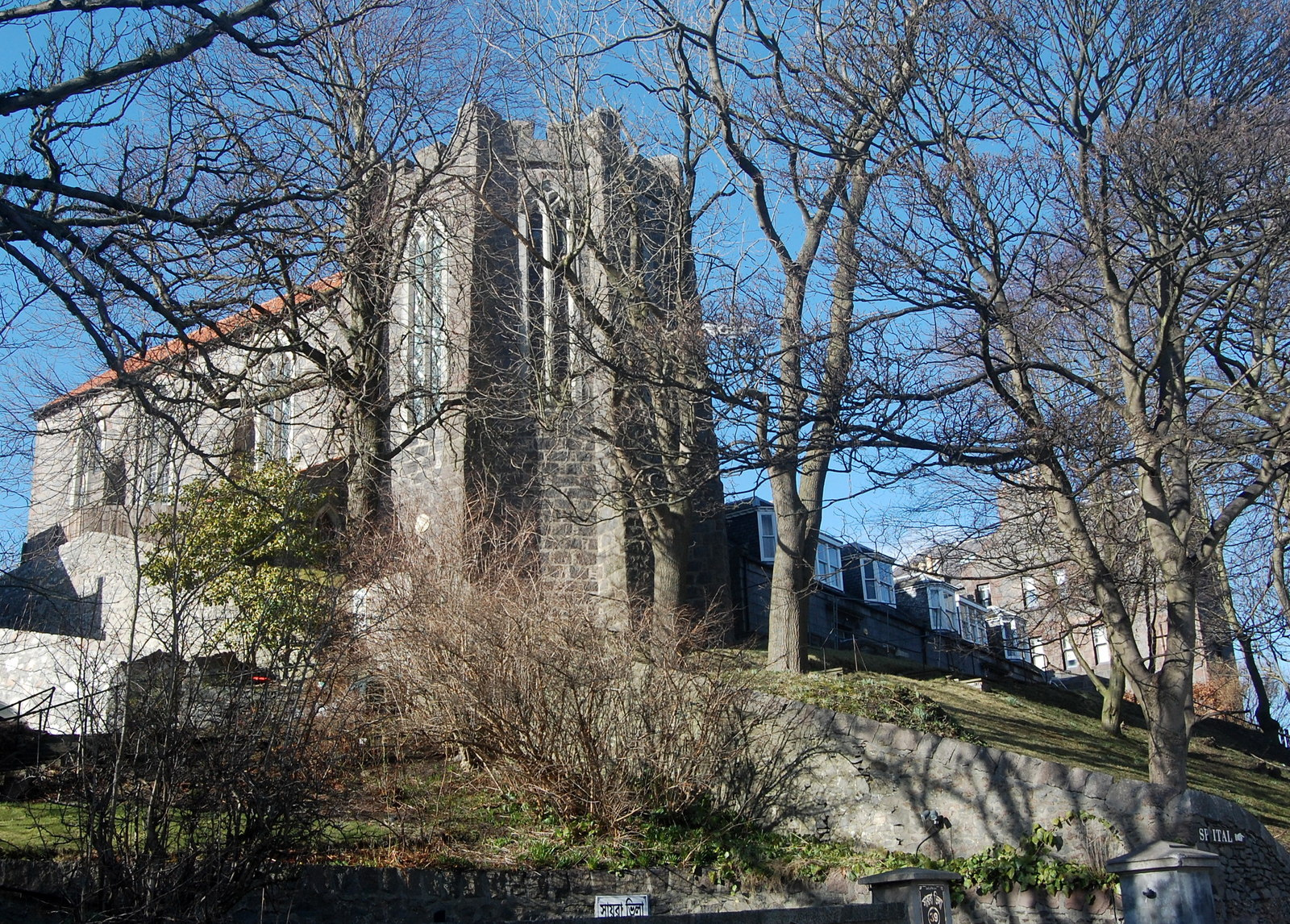
St Margaret of Scotland Chapel

Die St Margaret of Scotland Chapel ist ein ehemaliges episkopalkirchliches Kirchengebäude in der schottischen Stadt Aberdeen. 1967 wurde das Bauwerk in die schottischen Denkmallisten in der höchsten Denkmalkategorie A aufgenommen.

## Geschichte
Den Entwurf der Margareta von Schottland geweihten Kirche erstellte Ninian Comper im Jahre 1891. Es handelt sich um den ersten Kirchenbau des aberdeenstämmigen Architekten, dessen Vater Geistlicher der Episcopal Church of Scotland war. Später sollte Comper bekannt für seine Kirchenbauten im gesamten Vereinigten Königreich werden, darunter die St Mary’s Church in Kirriemuir und die St Margaret’s Episcopal Church in Braemar. Der Kirchenbau war 1892 abgeschlossen. Der Bau des angeschlossenen Konvents dauerte vermutlich bis 1898 an. 1988 wurde der Komplex durch Lyon & McPherson renoviert. Der Konvent wurde in den frühen 2000er Jahren geschlossen und die Kirche profaniert.
2012 wurde das ungenutzte Gebäude in das Register gefährdeter denkmalgeschützter Bauwerke in Schottland aufgenommen. Sein Zustand wurde 2019 als gut bei gleichzeitig geringem Risiko eingestuft.

## Beschreibung
Die St Margaret of Scotland Chapel nimmt eine erhabene Position in der flachen Landschaft zwischen der Universität und dem historischen Stadtzentrum ein. Die Kapelle erhebt sich prominent oberhalb einer steilen Böschung. Das Mauerwerk des neogotisch ausgestalteten Gebäudes ist aus Granitquadern aufgemauert. Die Saalkirche schließt mit einem Satteldach. An der Ostseite schließt das Gebäude mit einer polygonalen Apsis mit Kreuzgewölbe ab. Das Eingangsportal befindet sich an einem kleinen Vorbau mit Pyramidendach am Ostgiebel.
An der Nordseite schließt sich der zweigeschossige Konvent an. Er ist analog der Kirche ornamentiert. Aus dem Innenwinkel tritt ein abgekanteter Treppenturm heraus.